# Платон Крикрис
Платон (на гръцки: Πλάτων) е гръцки духовник, лъгадински, литийски и рендински митрополит от 2010 година.

## Биография
Роден е в 1962 година на Патмос с фамилията Крикрис (Κρικρής). Негов чичо е епископ Исидор Тралски. Завършва богословие в Богословския факултет на Атинския университет. От 1996 до 1998 година завършва следдипломна квалификация в Богословския факултет на Солунския университет, а в 2002 година получава докторска степен от Богословския факултет в Солун. През април 1979 година се замонащва в манастира „Свети Йоан Богослов“ на Патмос. В 1983 година е ръкоположен за дякон, в 1985 година за презвитер. От 1985 до 1997 година служи в Перистерската епархия, а от 1997 зо 2021 година в Атинската архиепископия, като е викарий на църквата „Свети Димитър“ в Амбелокипи. От 1998 до 2021 година е бил секретар на частния кабинет на архиепископите Христодул Атински и Йероним II Атински.
На 8 октомври 2021 година архимандрит Платон е избран за митрополит на Лъгадина, Лити и Рендина с 55 гласа срещу митрополит Теоклит Врестенски (18 гласа) и архимандрит Антоний Пакалидис (0 гласа, 4 бели бюлетини). На 9 октомври 2021 година архимандрит Платон е ръкоположен за митрополит на Лъгадина, Лити и Рендина в атинската катедрала „Благовещение Богородично“. Ръкоположението е извършено от архиепископа на Атина и цяла Гърция Йероним II, подкрепен от митрополитите Хрисостом Додонски, Серафим Пирейски, Теолог Серски, Макарий Валовищки, Тимотей Тесалиотидски и Хрисостом Трикийски.